# Владимир Манолков
Владимир Манолков (роден на 8 декември 1974) е български футболист, вратар. Основна част от състезателната му кариера преминава в Локомотив (София). Играл е също в Спартак (Плевен), Септември (София) и Беласица (Петрич). Син на вратаря от 70-те и 80-те години на ХХ век Борис Манолков.

## Кариера
Манолков е възпитаник на школата на Локомотив (София). Дебютира за първия отбор през сезон 1994/95. По време на кампанията е резерва на Румен Апостолов, като изиграва 6 мача в А група и един за Купата на България. С тима триумфира в турнира за купата, като впоследствие това остава единственият трофей, който печели в 16-годишната си състезателна кариера.
Израства при родителите си в Сливница, но още от юношеска възраст започва да се състезава за Локомотив, като кариерата му преминава почти изцяло в столичния квартал „Надежда“, където понастоящем е треньор на вратарите, замествайки на поста точно своя баща.

## Личен живот
Владимир Манолков е син на Борис Манолков - легендарен вратар на ПФК Локомотив (София), ФК Сливнишки герой (Сливница), ПФК Черно море (Варна). 
Неговият син Ерик Манолков е футболист, нападател, състезател на ПФК Локомотив (София) U19.